# Paul Ronge
Paul August Wilhelm Ronge (* 26. November 1901 in Königsberg (Preußen); † 23. November 1965 in Berlin) war ein deutscher Jurist und Politiker. Von 1948 bis 1958 gehörte er zunächst der Stadtverordnetenversammlung von Groß-Berlin und anschließend dem Abgeordnetenhaus von Berlin an, seit 1951 als stellvertretender Vorsitzender der FDP-Fraktion. Daneben machte Ronge sich auch als Kunstsammler sowie als Vorstandsmitglied der 1952 in Westdeutschland neu begründeten Deutschen Schillerstiftung einen Namen.

## Leben

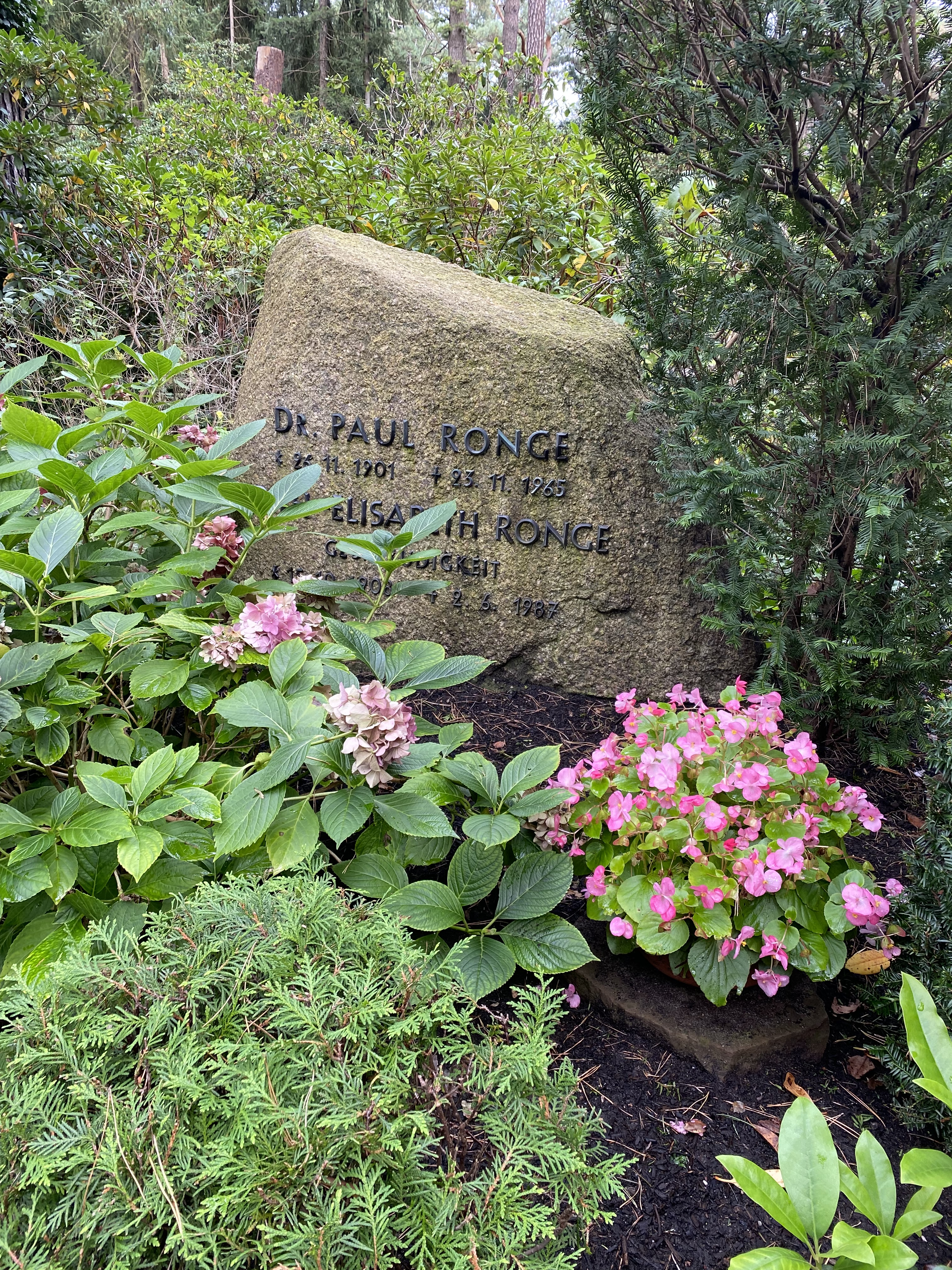
Grabstätte auf dem Waldfriedhof Dahlem

Ronge war der Sohn eines Generaloberveterinärs. Er wuchs in Insterburg auf, wo er ein humanistisches Gymnasium besuchte. Nach dem Abitur studierte er Rechts- und Staatswissenschaften sowie Nationalökonomie an der Universität zu Köln. Er schloss seine Ausbildung mit der Promotion mit dem Thema „Preistheorie und Wirtschaftsstörung“ zum Dr. rer. pol. ab. Nach dem Ende des Juristischen Vorbereitungsdienstes kam er als Assessor zum Landgericht Königsberg.
1931 trat Ronge in die Kanzlei des damals sehr prominenten Königsberger Rechtsanwalts David Aschkanasy ein. In den 1930er Jahren gehörte er neben Max Alsberg und Erich Frey zu den bekanntesten Strafverteidigern Deutschlands. Achtung wurde ihm nach 1945 entgegengebracht für seine während der nationalsozialistischen Herrschaftsjahre demonstrierte Haltung – Ronge trat als einer von nur sehr wenigen Anwälten Ostpreußens nie der NSDAP bei und stellte sich Verfolgten des NS-Systems, so Juden und Pfarrern der Bekennenden Kirche, als Rechtsvertreter zur Verfügung. Kurz vor Kriegsende wurde er wegen regimekritischer Bemerkungen in Abwesenheit zum Tode verurteilt.
Nach dem Ende des Zweiten Weltkriegs ließ Ronge sich in West-Berlin als Strafverteidiger nieder. In den ersten Jahren verteidigte er, im Kontrast zu seiner früheren Tätigkeit, insbesondere durch ihr Verhalten während der NS-Zeit belastete Personen. So repräsentierte er Erich Gritzbach, den ehemaligen Chef des Stabsamtes des preußischen Ministerpräsidenten Hermann Göring, in einem Sühneverfahren vor dem Berliner Landgericht in den 1950er Jahren, während er unmittelbar nach Kriegsende die als Denunziantin bekannt gewordene Helene Schwärzel verteidigte: Schwärzel hatte im Herbst 1944 die nationalsozialistischen Behörden über den Aufenthaltsort des wegen seiner Involvierung in den Umsturzversuch vom 20. Juli gesuchten ehemaligen Leipziger Bürgermeister Carl Friedrich Goerdeler informiert und so zu der später als Justizmord bewerteten Hinrichtung Goerdelers durch die NS-Justiz beigetragen. Ronge, der ein enger persönlicher Freund Goerdelers gewesen war, begründete seine Entscheidung, Schwärzel zu verteidigen – die aufgrund des alliierten Kontrollratsgesetzes Nr. 10 wegen Verbrechen gegen die Menschlichkeit zu einer Zuchthausstrafe von 15 Jahren und 10 Jahren Ehrverlust verurteilt wurde – damit, dass er „das Recht wünsche“. Öffentlich hervor trat Ronge zudem, indem er im Rahmen der öffentlichen Debatte um die Abschaffung oder Beibehaltung der Todesstrafe, die 1948/1949 parallel zu den Erörterungen um das Bonner Grundgesetz geführt wurde, publizistisch gegen dieses Sanktionsmittel Stellung bezog.
Paul Ronge starb 1965, nur drei Tage vor seinem 64. Geburtstag, an den Folgen eines Oberschenkelhalsbruchs. Sein Grab befindet sich auf dem Waldfriedhof Dahlem (Feld 007-388/389).

## Schriften
- Preistheorie und Wirtschaftsstörung, 1922. (Dissertation)
- Problem § 218, Rudolstadt 1947.
- Warum ich Helene Schwärzel verteidigte. In: Nordwestdeutsche Hefte 1 (1946), Nr. 9, S. 14–15.
- Im Namen der Gerechtigkeit. Erinnerungen eines Strafverteidigers, 1963.